# Хигерович, Моисей Исаевич
Моисе́й Иса́евич Хигеро́вич (1897—1983) — советский учёный в области строительных материалов, лауреат Сталинской премии третьей степени (1950).

## Биография
Родился 6 июля 1897 года в Минске (ныне Беларусь) в состоятельной еврейской семье. В 1915 году окончил Минскую гимназию и поступил на химическое отделение Московского промышленного училища. В 1918 году ушёл с 4 курса и работал техником в различных организациях промышленности.
В 1922 году зачислен в МГУ на физико-математический факультет, затем перешёл на выделившийся из него химический факультет, который окончил в 1929 году, после чего работал старшим научным сотрудником в Центральном НИИ промышленных сооружений (ЦНИПС).
С 1939 года в МИСИ имени В. В. Куйбышева, с 1940 года доцент кафедры строительных материалов. Одновременно в 1939—1940 годах научный сотрудник АА СССР.
После начала Великой Отечественной войны направлен на строительство Уральского автозавода. Там создал лабораторию строительных материалов, контролировал качество бетона для устройства фундаментов, в том числе для оборудования, монтируемого в промерзшие грунты.
В 1944 году возглавил созданный в МИСИ имени В. В. Куйбышева строительно-технологический факультет и был его деканом до 1948 года. В 1958—1968 гг. заведовал кафедрой строительных материалов.
Доктор технических наук (1955), профессор (1958).
Умер в 1983 году. Урна с его прахом установлена в колумбарии Донского монастыря (точнее, Донского кладбища).

## Признание
- Сталинская премия третьей степени (1950) — за создание и внедрение в производство нового вида цемента — гидрофобного портландцемента.
- орден Трудового Красного Знамени
- медали

## Научные труды
Сочинения:
- Гидрофобный цемент и гидрофобнопластифицирующие добавки в бетонах и растворах / М. И. Хигерович, Г. И. Горчаков, Х. М. Лейбович. — М. : Промстройиздат, 1953. — 118 с.: ил.
- Строительные материалы : [учеб. пособие для инж.- строит. вузов и фак.] / М. И. Хигерович, О. М. Иванов, Г. И. Горчаков, А. Г. Домокеев, Е. А. Ерофеева. — М. : Высш. шк., 1966. — 335 с.
- Физико-химические и физические методы исследования строительных материалов : [учеб. пособие для строит. вузов и фак.]. — М. : Высш. шк., 1968. — 191 с.
- Строительные материалы : учебник / Г. И. Горчаков, А. Г. Домокеев, И. А. Рыбьев, М. И. Хигерович. — М. : Стройиздат, 1970. — 367 с.: ил.
- Вяжущие вещества, бетоны и изделия из них : [учеб. пособие для строит. специальностей вузов] / Г. И. Горчаков, М. И. Хигерович, О. М. Иванов. — М. : Высш. шк., 1976. — 294 с.
- Гидрофобно-пластифицирующие добавки для цементов, растворов и бетонов / М. И. Хигерович, В. Е. Байер. — М. : Стройиздат, 1979. — 125 с. — Библиогр.: с. 112—123.
- Производство глиняного кирпича: (физико-химические способы улучшения свойств) / М. И. Хигерович, В. Е. Байер. — М. : Машиностроение, 1984. — 95, [1] с. : ил., табл. — (Повышение мастерства рабочих строительства и промышленности строительных материалов). — Библиогр.: с. 95 (21 назв.).

## Семья
Семья — жена, дочь. Младший брат — Рафаил Исаевич Хигерович (1911—1994) — писатель, драматург.